# رالف اولسن
رالف اولسن (بالإنجليزية: Ralph Olsen)‏ هو لاعب كرة قدم أمريكية أمريكي، ولد في 10 أبريل 1924 في سولت ليك في الولايات المتحدة، وتوفي في 28 نوفمبر 1994.

## وصلات خارجية
- رالف اولسن على موقع مرجع كرة القدم المحترفة.كوم (الإنجليزية)